# Hraběcí kaple (Jezeří)
Hraběcí kaple (lidově zvaná Čertova kaple) je nedostavěná pohřební kaple rodu Lobkoviců poblíž zámku Jezeří v okrese Most v Krušných horách. Kaple je od roku 1963 chráněna jako kulturní památka.

## Poloha
Kaple se nachází na východním úpatí Jánského vrchu jihozápadně od zámeckého areálu u lesní cesty, která odbočuje vlevo ze silnice směřující na zámek Jezeří. Dříve okolo vedla zeleně značená turistická cesta z Dřínova k zámku.
V lese ve svahu nad kaplí se nachází menší výklenková kaplička, rovněž chráněná jako kulturní památka.

## Historie
Autorem barokní kaple byl vídeňský architekt Andreas Altomonte (1699–1780). Výstavba začala v roce 1753, ale nebyla nikdy dokončena. Stavební kámen byl dovážen z kamenolomu na Salesiově výšině mezi Loučnou a Osekem. Střecha kaple se opakovaně zřítila a stavbu provázaly finanční těžkosti, což vedlo k jejímu opuštění.

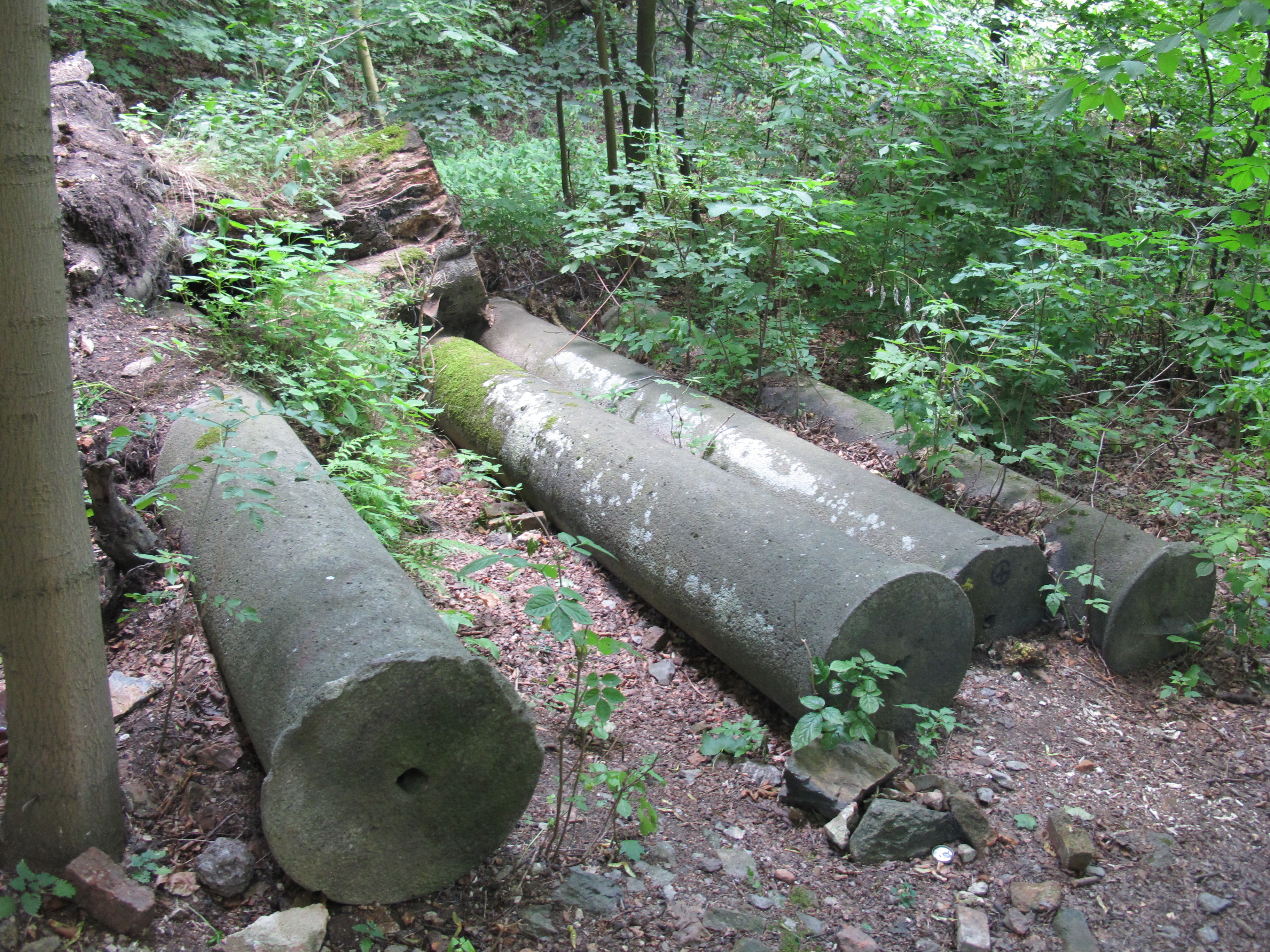
Povalené sloupy u kaple

## Stav
Stavba bez střechy s okrouhlým půdorysem a s předsíní má zachované pouze obvodové zdi. V sousedství kaple jsou uloženy sloupy, ze kterých měl vzniknout portikus. Na počátku 21. století byly pozůstatky kaple volně přístupnou ruinou se zničenou střechou, prolomenými stropy a zničenou fasádou. Podle kontrol z let 2012–2014 stav této kulturní památky, ohrožené vegetací a vandalismem, zůstával nezměněn.

## Pověst
Podle pověsti zůstala kaple nedokončená kvůli smrti stavitelů. Majitel zámku Jezeří Ferdinand Josef z Lobkowicz chtěl vybudovat kapli s trnem z Kristovy trnové koruny, ze které by se stalo poutní místo. Během stavby jej však usmrtil padající kámen. Jeho bratr Oldřich Felix z Lobkowicz ve výstavbě pokračoval, i on byl však smrtelně zraněn stromem pokáceným na stavební dříví. Klenbu kaple zničil ďábel v podobě velkého černého jelena. Nikdo z rodiny Lobkoviců se pak již nesnažil ve stavbě pokračovat a kaple zůstala nedokončena.
Trn z Kristovy koruny byl nakonec na zámek Jezeří předán, ovšem ztratil se po 2. světové válce a podle legendy je prý stále ukryt na zámku Jezeří.